# François Fournier-Sarlovèze
François Louis Fournier-Sarlovèze (Sarlat, 1773. szeptember 6. – 1827. január 18.) a napóleoni háborúk egyik tábornoka volt. Úgy vált ismertté, mint „a Grande Armée legrosszabb beosztottja”.

## Életrajza
Sarlat-ban született 1773-ban. Édesapjának volt egy kabaréja. Fiatal korában a szerzetesek tanítgatták, míg nem a polgármester mellett írnok nem lett. 1791-ben Párizsba ment, és belépett a hadseregbe. A következő évben a 9. Dragonyosok hadnagya lett. Átkerült az Alpok hadtestbe, ahol azzal vívott ki figyelmet, hogy szélsőségesem jakubinista volt. Robespierre halála után megfosztották rangjától, és Lyonban bebörtönözték. Sikeresen kimenekült a fogságból, és ismét hadba állt, ezúttal az Északi Hadsereg kötelékében. Innét átkerült a Sambre-et-Meuse-i hadseregbe, mely a francia forradalom legismertebb hadtestje lett.

A The Encyclopedia of the Swordban, Nick Evangelista ezt írta: 
Napóleon hadseregének fiatal tisztviselőként Dupont-t azzal bízták meg, hogy egy egyet nem értő üzenetet továbbítson Fourniernek, aki fanatikus párbajozó volt. Fournier,  kiélte a dühét a hírvivőn, és párbajra hívta ki Dupont-t. Ez évtizedeken át tartó karddal és pisztollyal vívott összecsapások sorozatát indította el. Ennek akkor lett vége, mikor Dupont egy pisztoly párbalyban legyőzte  Fournier-t, akivel megígértette, hogy soha többet nem hánorgatja.”
Első párbalyukat 1794-ben vívták, ami után Fournier visszavágót akart. Ebből a visszavágóból a következő 19 évben mintegy 30 összecsapás lett, miközben a két fél felszerelve lábon állva karddal, tőrrel, szablyával és pisztollyal is párbalyoztak. Pénzügyi tisztességtelenség és illegális hiányzások miatt ismét elvették a rangját, majd táborsegéd lett Pierre Augereau tábornok mellett. Fournier-t 1802 májusában letartóztatták, mert részt vett az első konzul elleni konspiráccióban, és összejátszott Donnadieu-vel. A Temple-ben majd házi őrizetben Périgueux-ben tartották fogva.

## A kultúrában
Párbajai inspirálták Joseph Conrad A párbaj című regényét. Ridley Scott Párbajhősök címmel készített filmet belőle. Ellenfelét gyakran Dupont tábornokként azonosították.